# Matfield Green
Matfield Green är en ort i Chase County i Kansas. Vid 2020 års folkräkning hade Matfield Green 49 invånare.